# 情牵拉面茶
《情牽拉麵茶》（英語：Ramen Teh），是一部2018年的马来西亚、新加坡、日本、法國合拍電影。邱金海執導，齋藤工、松田聖子、李國煌、歐萱等人主演。

## 发行
电影开拍于2017年7月在新加坡拍摄到8月，然后移至日本继续拍摄。有几个重要的场景是在日本高崎观音山顶的慈源院拍摄的，其中有雄伟的高崎白衣大观音。
邱金海在接受联合早报专访时说：《情牵拉面茶》是我至今拍的电影中感到最满意的一部。我很早就要拍摄一部关于饮食的电影，正好日本合作伙伴有这个想法。我太爱日本，更喜欢与日本人一起工作。

## 票房
据有限报道，《情牵拉面茶》在哥伦比亚的票房收入为26万美元，在捷克的票房收入为9万美元，在法国的票房收入为60万美元，在西班牙的票房收入为20万美元。

### 評價
《情牵拉面茶》获得了好评，目前在烂番茄根据86条评论，本片获得86%的新鲜度。

## 外部連結
- 互联网电影数据库（IMDb）上《情牵拉面茶》的资料（英文）
- 豆瓣电影上《情牵拉面茶》的資料 （简体中文）